# Finales NBA 1982
Navigation
Finales 1981 Finales 1983
Les finales NBA 1982 sont la dernière série de matchs de la saison 1981-1982 de la NBA et la conclusion des séries éliminatoires (playoffs) de la saison. Le champion de la Conférence Est, les 76ers de Philadelphie rencontrent le champion de la Conférence Ouest les  Lakers de Los Angeles. Philadelphie possède l'avantage du terrain. C'est une revanche des finales NBA 1980, où les Lakers l'avaient emportés 4-2. Au cours de cette nouvelle finale, les Lakers l'emportent quatre victoires à deux et Magic Johnson est nommé MVP des Finales (meilleur joueur des finales).

## Contexte

### Lakers de Los Angeles
Les Lakers ont été éliminés lors des playoffs NBA 1981 par les Rockets de Houston dans une série de 3 matchs. La saison précédente, les Lakers étaient dans un état d'incertitude puisque Magic Johnson a raté 45 matchs en raison d'une blessure au genou. Leurs problèmes ont continué au début de la nouvelle saison, les Lakers ont décidé de congédier l'entraîneur Paul Westhead et Pat Riley lui a succédé. 
Avec Magic Johnson en bonne santé et les ajouts de Kurt Rambis et Bob McAdoo, les Lakers ont terminé avec un bilan de 57-25, le meilleur de la Conférence Ouest. Ils ont été encore meilleurs en playoffs alors qu'ils ont tous deux balayé les Suns de Phoenix en demi-finale de conférence et les Spurs de San Antonio en finale de conférence. 

### 76ers de Philadelphie
Comme les Lakers, les 76ers venaient d'une défaite déchirante en playoffs, alors qu'ils menaient 3 à 1, ils s'inclinent face au futur champion des Celtics de Boston en finale de conférence. Cependant, peu de choses ont changé pour les 76ers au niveau de l'effectif et du bilan sur la nouvelle saison, alors que l'équipe a terminé deuxième derrière les Celtics dans la division Atlantique pour la troisième année consécutive. 
En raison d'une règle alors en vigueur selon laquelle les vainqueurs de division mériteraient un laissez-passer au premier tour, les 76ers ont été contraints de jouer une série au meilleur des trois, même si leur bilan de 58-24 était meilleur que celui du champion de la division centrale, les Bucks de Milwaukee. Néanmoins, Philadelphie a facilement éliminé les Hawks d'Atlanta, 2-0 au premier tour, puis a évincé les Bucks au tour suivant 4-2. Lors des finales de la Conférence Est, les 76ers ont battu les Celtics à deux reprises au Spectrum pour prendre une avance de 3 à 1, avant de perdre les deux matchs suivants. Mais menés par les 34 points d'Andrew Toney, les 76ers ont exorcisé les démons de 1981 en battant largement les Celtics, 120-106 dans le septième match. Alors que le match se terminait, la foule du Boston Garden a commencé à chanter "Beat LA!", encourageant les 76ers à vaincre les Lakers détestés.

## Résumé de la saison régulière
| Champion de division | Qualifié pour les playoffs | Non qualifié pour les playoffs |

### Par conférence
| Conférence Est | Conférence Est         | Conférence Est | Conférence Est | Conférence Est |
| No             | Franchise              | Vic.           | Déf.           | PCT            |
| -------------- | ---------------------- | -------------- | -------------- | -------------- |
| 1              | Celtics de Boston      | 63             | 19             | 76.8           |
| 2              | Bucks de Milwaukee     | 55             | 27             | 67.1           |
| 3              | 76ers de Philadelphie  | 58             | 24             | 70.7           |
| 4              | Nets du New Jersey     | 44             | 38             | 53.7           |
| 5              | Bullets de Washington  | 43             | 39             | 52.4           |
| 6              | Hawks d'Atlanta        | 42             | 40             | 51.2           |
|                |                        |                |                |                |
| 7              | Pistons de Détroit     | 39             | 43             | 47.6           |
| 8              | Pacers de l'Indiana    | 35             | 47             | 42.7           |
| 9              | Bulls de Chicago       | 34             | 48             | 41.5           |
| 10             | Knicks de New York     | 33             | 49             | 40.2           |
| 11             | Cavaliers de Cleveland | 15             | 67             | 18.3           |

| Conférence Ouest | Conférence Ouest          | Conférence Ouest | Conférence Ouest | Conférence Ouest |
| No               | Franchise                 | Vic.             | Déf.             | PCT              |
| ---------------- | ------------------------- | ---------------- | ---------------- | ---------------- |
| 1                | Lakers de Los AngelesC    | 57               | 25               | 69.5             |
| 2                | Spurs de San Antonio      | 48               | 34               | 58.5             |
| 3                | SuperSonics de Seattle    | 52               | 30               | 63.4             |
| 4                | Nuggets de Denver         | 46               | 36               | 56.1             |
| 5                | Suns de Phoenix           | 46               | 36               | 56.1             |
| 6                | Rockets de Houston        | 46               | 36               | 56.1             |
|                  |                           |                  |                  |                  |
| 7                | Warriors de Golden State  | 45               | 37               | 54.9             |
| 8                | Trail Blazers de Portland | 42               | 40               | 51.2             |
| 9                | Kings de Kansas City      | 30               | 52               | 36.6             |
| 10               | Mavericks de Dallas       | 28               | 54               | 34.1             |
| 11               | Jazz de l'Utah            | 25               | 57               | 30.5             |
| 12               | Clippers de San Diego     | 17               | 65               | 20.7             |

C - Champions NBA

### Tableau des playoffs
|  | 1er tour         | 1er tour              | 1er tour               |                       |                        | Demi-finales de Conférence | Demi-finales de Conférence | Demi-finales de Conférence |   |  | Finales de Conférence | Finales de Conférence | Finales de Conférence |   |  | Finales NBA | Finales NBA | Finales NBA |
|  |                  |                       |                        |                       |                        |                            |                            |                            |   |  |                       |                       |                       |   |  |             |             |             |
|  | 4                | Nuggets de Denver     | 1                      |                       |                        |                            |                            |                            |   |  |                       |                       |                       |   |  |             |             |             |
|  | 5                | Suns de Phoenix       | 2                      |                       |                        |                            |                            |                            |   |  |                       |                       |                       |   |  |             |             |             |
|  | 5                | Suns de Phoenix       | 2                      |                       | 1                      | Lakers de Los Angeles      | 4                          |                            |   |  |                       |                       |                       |   |  |             |             |             |
|  |                  |                       |                        |                       | 1                      | Lakers de Los Angeles      | 4                          |                            |   |  |                       |                       |                       |   |  |             |             |             |
|  |                  |                       | 5                      | Suns de Phoenix       | 0                      |                            |                            |                            |   |  |                       |                       |                       |   |  |             |             |             |
|  |                  |                       | 5                      | Suns de Phoenix       | 0                      |                            |                            |                            |   |  |                       |                       |                       |   |  |             |             |             |
|  |                  |                       |                        |                       |                        |                            |                            |                            |   |  |                       |                       |                       |   |  |             |             |             |
|  |                  |                       |                        |                       |                        |                            |                            |                            |   |  |                       |                       |                       |   |  |             |             |             |
|  |                  |                       |                        |                       |                        |                            | 1                          | Lakers de Los Angeles      | 4 |  |                       |                       |                       |   |  |             |             |             |
|  | Conférence Ouest |                       |                        |                       |                        |                            | 1                          | Lakers de Los Angeles      | 4 |  |                       |                       |                       |   |  |             |             |             |
|  |                  | 2                     | Spurs de San Antonio   | 0                     |                        |                            |                            |                            |   |  |                       |                       |                       |   |  |             |             |             |
|  | 3                | 2                     | Spurs de San Antonio   | 0                     | SuperSonics de Seattle | 2                          |                            |                            |   |  |                       |                       |                       |   |  |             |             |             |
|  | 3                |                       |                        |                       | SuperSonics de Seattle | 2                          |                            |                            |   |  |                       |                       |                       |   |  |             |             |             |
|  | 6                | Rockets de Houston    | 1                      |                       |                        |                            |                            |                            |   |  |                       |                       |                       |   |  |             |             |             |
|  | 6                | Rockets de Houston    | 1                      |                       | 3                      | SuperSonics de Seattle     | 1                          |                            |   |  |                       |                       |                       |   |  |             |             |             |
|  |                  |                       |                        |                       | 3                      | SuperSonics de Seattle     | 1                          |                            |   |  |                       |                       |                       |   |  |             |             |             |
|  |                  |                       | 2                      | Spurs de San Antonio  | 4                      |                            |                            |                            |   |  |                       |                       |                       |   |  |             |             |             |
|  |                  |                       | 2                      | Spurs de San Antonio  | 4                      |                            |                            |                            |   |  |                       |                       |                       |   |  |             |             |             |
|  |                  |                       |                        |                       |                        |                            |                            |                            |   |  |                       |                       |                       |   |  |             |             |             |
|  |                  |                       |                        |                       |                        |                            |                            |                            |   |  |                       |                       |                       |   |  |             |             |             |
|  |                  |                       |                        |                       |                        |                            |                            |                            |   |  |                       | O1                    | Lakers de Los Angeles | 4 |  |             |             |             |
|  |                  |                       |                        |                       |                        |                            |                            |                            |   |  |                       |                       |                       |   |  |             |             |             |
|  |                  | E3                    | Sixers de Philadelphie | 2                     |                        |                            |                            |                            |   |  |                       |                       |                       |   |  |             |             |             |
|  | 4                | E3                    | Sixers de Philadelphie | 2                     | Nets du New Jersey     | 0                          |                            |                            |   |  |                       |                       |                       |   |  |             |             |             |
|  | 4                |                       |                        |                       | Nets du New Jersey     | 0                          |                            |                            |   |  |                       |                       |                       |   |  |             |             |             |
|  | 5                | Bullets de Washington | 2                      |                       |                        |                            |                            |                            |   |  |                       |                       |                       |   |  |             |             |             |
|  | 5                | Bullets de Washington | 2                      |                       | 1                      | Celtics de Boston          | 4                          |                            |   |  |                       |                       |                       |   |  |             |             |             |
|  |                  |                       |                        |                       | 1                      | Celtics de Boston          | 4                          |                            |   |  |                       |                       |                       |   |  |             |             |             |
|  |                  |                       | 5                      | Bullets de Washington | 1                      |                            |                            |                            |   |  |                       |                       |                       |   |  |             |             |             |
|  |                  |                       | 5                      | Bullets de Washington | 1                      |                            |                            |                            |   |  |                       |                       |                       |   |  |             |             |             |
|  |                  |                       |                        |                       |                        |                            |                            |                            |   |  |                       |                       |                       |   |  |             |             |             |
|  |                  |                       |                        |                       |                        |                            |                            |                            |   |  |                       |                       |                       |   |  |             |             |             |
|  |                  |                       |                        |                       |                        |                            | 1                          | Celtics de Boston          | 3 |  |                       |                       |                       |   |  |             |             |             |
|  | Conférence Est   |                       |                        |                       |                        |                            | 1                          | Celtics de Boston          | 3 |  |                       |                       |                       |   |  |             |             |             |
|  |                  | 3                     | 76ers de Philadelphie  | 4                     |                        |                            |                            |                            |   |  |                       |                       |                       |   |  |             |             |             |
|  | 3                | 3                     | 76ers de Philadelphie  | 4                     | 76ers de Philadelphie  | 2                          |                            |                            |   |  |                       |                       |                       |   |  |             |             |             |
|  | 3                |                       |                        |                       | 76ers de Philadelphie  | 2                          |                            |                            |   |  |                       |                       |                       |   |  |             |             |             |
|  | 6                | Hawks d'Atlanta       | 0                      |                       |                        |                            |                            |                            |   |  |                       |                       |                       |   |  |             |             |             |
|  | 6                | Hawks d'Atlanta       | 0                      |                       | 3                      | 76ers de Philadelphie      | 4                          |                            |   |  |                       |                       |                       |   |  |             |             |             |
|  |                  |                       |                        |                       | 3                      | 76ers de Philadelphie      | 4                          |                            |   |  |                       |                       |                       |   |  |             |             |             |
|  |                  |                       | 2                      | Bucks de Milwaukee    | 2                      |                            |                            |                            |   |  |                       |                       |                       |   |  |             |             |             |
|  |                  |                       | 2                      | Bucks de Milwaukee    | 2                      |                            |                            |                            |   |  |                       |                       |                       |   |  |             |             |             |
|  |                  |                       |                        |                       |                        |                            |                            |                            |   |  |                       |                       |                       |   |  |             |             |             |

## Résumé de la finale NBA
| Match  | Date     | Équipe à domicile  | Résultat      | Équipe extérieure  |
| ------ | -------- | ------------------ | ------------- | ------------------ |
| Game 1 | 27 mai   | Philadelphia 76ers | 117–124 (0–1) | Los Angeles Lakers |
| Game 2 | 30 mai   | Philadelphia 76ers | 110–94 (1–1)  | Los Angeles Lakers |
| Game 3 | 1er juin | Los Angeles Lakers | 129–108 (2–1) | Philadelphia 76ers |
| Game 4 | 3 juin   | Los Angeles Lakers | 111–101 (3–1) | Philadelphia 76ers |
| Game 5 | 6 juin   | Philadelphia 76ers | 135–102 (2–3) | Los Angeles Lakers |
| Game 6 | 8 juin   | Los Angeles Lakers | 114–104 (4–2) | Philadelphia 76ers |

## Équipes

### Lakers de Los Angeles
| Effectif des Lakers de Los Angeles 1981-1982 |
| --- |
| 5 Eddie Jordan • 8 Jim Brewer • 10 Norm Nixon • 11 Bob McAdoo • 21 Michael Cooper • 30 Kevin McKenna • 31 Kurt Rambis • 32 Magic Johnson (MVP Finales) • 33 Kareem Abdul-Jabbar • 34 Clay Johnson • 40 Mike McGee • 41 Mitch Kupchak • 52 Jamaal Wilkes • 54 Mark Landsberger Entraîneur : Pat Riley |

### 76ers de Philadelphie
| Effectif des 76ers de Philadelphie 1981-1982 |
| --- |
| 4 Clint Richardson • 6 Julius Erving • 9 Lionel Hollins • 10 Maurice Cheeks • 11 Caldwell Jones • 14 Franklin Edwards • 18 Ollie Johnson • 22 Andrew Toney • 23 Steve Mix • 24 Bobby Jones • 25 Earl Cureton • 42 Mike Bantom • 53 Darryl DawkinsEntraîneur : Billy Cunningham |

## Statistiques

### Lakers de Los Angeles
| Joueur              | MJ | MC | MPG  | FG%  | 3P%  | FT%  | RPG  | APG  | SPG | BPG | PPG  |
| ------------------- | -- | -- | ---- | ---- | ---- | ---- | ---- | ---- | --- | --- | ---- |
| Bob McAdoo          | 6  | 0  | 27.5 | 56,9 | 0    | 66,7 | 5.0  | 0.8  | 1.0 | 2.3 | 16.3 |
| Kareem Abdul-Jabbar | 6  | 6  | 35.3 | 53,1 | 0    | 53,7 | 7.7  | 3.8  | 1.3 | 3.2 | 18.0 |
| Jamaal Wilkes       | 6  | 6  | 39.0 | 43,5 | 0    | 75,0 | 5.8  | 2.8  | 1.5 | 0   | 19.7 |
| Norm Nixon          | 6  | 6  | 39.3 | 44,1 | 0    | 72,7 | 3.7  | 10.0 | 1.7 | 0.2 | 17.7 |
| Michael Cooper      | 6  | 0  | 27.0 | 56,1 | 50,0 | 75,0 | 4.7  | 3.7  | 1.3 | 0.3 | 13.3 |
| Kurt Rambis         | 6  | 6  | 20.0 | 51,3 | 0    | 46,7 | 6.5  | 1.2  | 1.0 | 0.5 | 7.8  |
| Mark Landsberger    | 4  | 0  | 7.8  | 28,6 | 0    | 0    | 3.8  | 0.3  | 0.0 | 0.5 | 1.0  |
| Magic Johnson       | 6  | 6  | 41.7 | 53,3 | 0    | 84,6 | 10.8 | 8.0  | 2.5 | 0.3 | 16.2 |
| Clay Johnson        | 3  | 0  | 5.0  | 33,3 | 0    | 0    | 0.3  | 0    | 0.3 | 0   | 0.7  |
| Mike McGee          | 2  | 0  | 2.5  | 45,5 | 0    | 0    | 1.0  | 0    | 0   | 0   | 5.0  |
| Jim Brewer          | 2  | 0  | 2.5  | 100  | 0    | 0    | 0.5  | 0    | 0   | 0.5 | 2.0  |
| Eddie Jordan        | 2  | 0  | 2.5  | 0    | 0    | 0    | 0    | 2.5  | 0.5 | 0   | 0    |

### 76ers de Philadelphie
| Joueur           | MJ | MC | MPG  | FG%  | 3P%  | FT%  | RPG | APG | SPG | BPG | PPG  |
| ---------------- | -- | -- | ---- | ---- | ---- | ---- | --- | --- | --- | --- | ---- |
| Andrew Toney     | 6  | 6  | 37.8 | 52,9 | 75,0 | 86,2 | 2.7 | 7.8 | 1.2 | 0.0 | 26.0 |
| Darryl Dawkins   | 6  | 0  | 20.2 | 56,4 | 0    | 55,0 | 5.0 | 0.2 | 0.3 | 2.0 | 12.2 |
| Maurice Cheeks   | 6  | 6  | 37.2 | 42,9 | 0    | 76,2 | 2.5 | 8.7 | 2.0 | 0.2 | 14.7 |
| Bobby Jones      | 6  | 6  | 31.0 | 56,0 | 0    | 61,9 | 6.2 | 2.7 | 0.2 | 1.0 | 11.5 |
| Lionel Hollins   | 3  | 0  | 11.3 | 31,3 | 0    | 0    | 1.0 | 4.0 | 2.3 | 0.0 | 3.3  |
| Julius Erving    | 6  | 6  | 38.3 | 54,3 | 0    | 72,0 | 8.2 | 3.3 | 1.9 | 1.3 | 25.0 |
| Clint Richardson | 6  | 0  | 15.2 | 50,0 | 0    | 50,0 | 2.2 | 2.0 | 0.3 | 0.2 | 6.2  |
| Caldwell Jones   | 6  | 6  | 29.5 | 37,2 | 0    | 57,1 | 7.8 | 0.8 | 0.8 | 3.0 | 6.0  |
| Earl Cureton     | 3  | 0  | 7.3  | 27,3 | 0    | 100  | 0.3 | 0.7 | 0.0 | 0.0 | 2.7  |
| Mike Bantom      | 6  | 0  | 18.5 | 50,0 | 0    | 50,0 | 4.3 | 0.8 | 0.8 | 0.8 | 5.3  |
| Steve Mix        | 3  | 0  | 5.0  | 57,1 | 100  | 100  | 0.3 | 0.7 | 0.0 | 0.0 | 3.3  |
| Franklin Edwards | 1  | 0  | 3.0  | 100  | 0    | 0    | 0.0 | 0.0 | 0.0 | 0.0 | 6.0  |